# Craig Simpson
Craig Andrew Simpson, född 15 februari 1967, är en kanadensisk före detta professionell ishockeyforward som tillbringade tio säsonger i den nordamerikanska ishockeyligan National Hockey League (NHL), där han spelade för ishockeyorganisationerna Pittsburgh Penguins, Edmonton Oilers och Buffalo Sabres. Han producerade 497 poäng (247 mål och 250 assists) samt drog på sig 659 utvisningsminuter på 634 grundspelsmatcher. Han spelade också på lägre nivå för Michigan State Spartans (Michigan State University) i National Collegiate Athletic Association (NCAA).
Simpson draftades i första rundan i 1985 års draft av Pittsburgh Penguins som andra spelare totalt och vann två Stanley Cup med Oilers för säsongerna 1987-1988 och 1989-1990.
Han är far till ishockeyspelaren Dillon Simpson som spelar just inom organisationen för Oilers och är också gift med den före detta konståkaren Jamie Salé som vann OS-guld i paråkning vid 2002 års olympiska vinterspel i Salt Lake City i Utah. Efter den aktiva spelarkarriären har han arbetat som assisterande tränare för Oilers, expert/expertkommentator i sportsändningar för bland annat Hockey Night in Canada och i vinbranschen.

## Statistik
| 1981–1982   | London Diamonds         | WOHL        | 41  | 23  | 22  | 45  | 36  | —  | —  | —  | —  | —  |
| 1982–1983   | London Diamonds         | WOHL        | 42  | 47  | 64  | 111 | 68  | —  | —  | —  | —  | —  |
| 1983–1984   | Michigan State Spartans | NCAA        | 43  | 14  | 43  | 57  | 38  | —  | —  | —  | —  | —  |
| 1984–1985   | Michigan State Spartans | NCAA        | 42  | 31  | 53  | 84  | 33  | —  | —  | —  | —  | —  |
| 1985–1986   | Pittsburgh Penguins     | NHL         | 76  | 11  | 17  | 28  | 49  | —  | —  | —  | —  | —  |
| 1986–1987   | Pittsburgh Penguins     | NHL         | 72  | 26  | 25  | 51  | 57  | —  | —  | —  | —  | —  |
| 1987–1988   | Pittsburgh Penguins     | NHL         | 77  | 8   | 29  | 37  | 107 | —  | —  | —  | —  | —  |
|             | Edmonton Oilers         | NHL         | 59  | 43  | 21  | 64  | 43  | 19 | 13 | 6  | 19 | 26 |
| 1988–1989   | Edmonton Oilers         | NHL         | 66  | 35  | 41  | 76  | 80  | 7  | 2  | 0  | 2  | 10 |
| 1989–1990   | Edmonton Oilers         | NHL         | 80  | 29  | 32  | 61  | 180 | 22 | 16 | 15 | 31 | 8  |
| 1990–1991   | Edmonton Oilers         | NHL         | 75  | 30  | 27  | 57  | 66  | 18 | 5  | 11 | 16 | 12 |
| 1991–1992   | Edmonton Oilers         | NHL         | 79  | 24  | 37  | 61  | 80  | 1  | 0  | 0  | 0  | 0  |
| 1992–1993   | Edmonton Oilers         | NHL         | 60  | 24  | 22  | 46  | 36  | —  | —  | —  | —  | —  |
| 1993–1994   | Buffalo Sabres          | NHL         | 22  | 8   | 8   | 16  | 8   | —  | —  | —  | —  | —  |
| 1994–1995   | Buffalo Sabres          | NHL         | 24  | 4   | 7   | 11  | 26  | —  | —  | —  | —  | —  |
| NHL totalt  | NHL totalt              | NHL totalt  | 634 | 247 | 250 | 497 | 659 | 67 | 36 | 32 | 68 | 56 |
| NCAA totalt | NCAA totalt             | NCAA totalt | 85  | 45  | 96  | 141 | 71  | —  | —  | —  | —  | —  |